# 西葛西駅
西葛西駅（にしかさいえき）は、東京都江戸川区西葛西六丁目にある、東京地下鉄（東京メトロ）東西線の駅である。駅番号はT 16。

## 歴史
1969年（昭和44年）3月29日の東西線東陽町駅 - 西船橋駅間開通当初、当駅は周辺が未開発の状態だったため設置されていなかったが、建設当時より駅設置を見越して高架橋への準備構造や駅用地などを確保していた。東西線開通後に沿線開発が進み、周辺住民や土地区画整理組合による新駅要望の高まり、葛西沖（現：清新町・臨海町）の埋め立て事業及び住宅建設計画による人口増加が予想されたため駅設置に至った。駅の建設に要した費用は、総額12億8,900万円である。内訳は、土木関係費が6億3,376万1,000円、建築関係費が4億1,459万円、電気関係費が2億4,064万9,000円である。
- 1977年（昭和52年）11月：駅新設工事着工[4][3]。
- 1979年（昭和54年）10月1日：開業[5]。
- 1997年（平成9年）：大規模改良工事開始[6][4]。駅北口地下駐輪場建設工事に着手。
- 1999年（平成11年）
  - 3月：ホーム拡幅を主とした駅本体の改良工事に着手[4]。駅北口地下駐輪場が完成。
  - 10月1日：南口・北口新階段が使用開始[4]。駅事務所が2階南口新階段上に移転。
- 2000年（平成12年）4月1日：大規模改良工事完了[4]。ホームに待合室設置。駅南口地下駐輪場が完成。
- 2001年（平成13年）3月24日：駅構内に「西葛西メトロピア」がオープン[7]。カフェ「デンマルク」開業[7]。
- 2004年（平成16年）4月1日：帝都高速度交通営団（営団地下鉄）民営化に伴い、当駅は東京地下鉄（東京メトロ）に継承される[8]。
- 2007年（平成19年）3月18日：ICカード「PASMO」の利用が可能となる[9]。
- 2013年（平成25年）8月26日：「東西線ソーラー発電所」計画の一環で当駅に太陽光発電システムが導入される[10]。
- 2015年（平成27年）6月6日：発車メロディを導入[11]。
- 2022年（令和4年）4月16日：ホームドア供用開始[12]。

## 駅構造
相対式ホーム2面2線を有する高架駅。改札口はホーム中央部の高架下に1か所設置されている。改札内コンコースと各ホーム間は階段のほかエスカレーター・エレベーターにより連絡している。トイレは改札内コンコースにあり、多機能トイレを併設する。
開業後から駅乗降人員が急増し、開業時の想定利用客数の3倍の乗降客を捌（さば）いていたことから、1990年（平成2年）以降江戸川区が営団地下鉄に駅の改良を要請、1999年（平成11年）3月から2000年（平成12年）3月まで総工費、約22億2000万円を投じて駅改良工事に着手し、ホーム幅を最大6.25 mから8.5 mとし、階段も拡幅し移設、LED式ホーム行先案内表示器も新設した。また違法駐輪も急増していた事から1999年（平成11年）に北口地下有料駐輪場を、2000年（平成12年）に南口地下有料駐輪場を新設し、約4500台分の駐輪スペースを確保した。

### のりば
| 番線 | 路線   | 行先                           |
| ---- | ------ | ------------------------------ |
| 1    | 東西線 | 西船橋・津田沼・東葉勝田台方面 |
| 2    | 東西線 | 中野・三鷹方面                 |

（出典：東京メトロ:構内図）

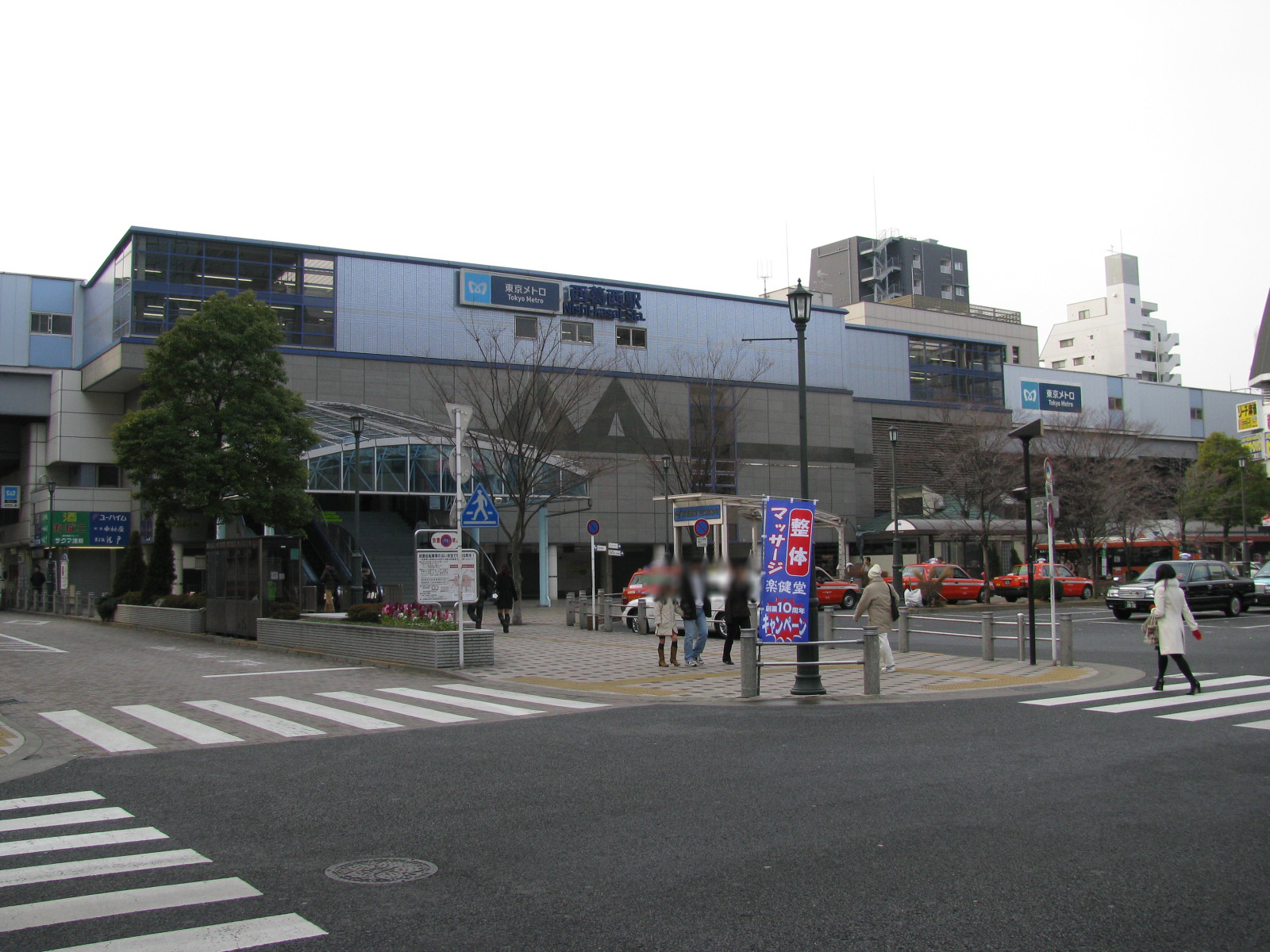
北口 （2008年2月）
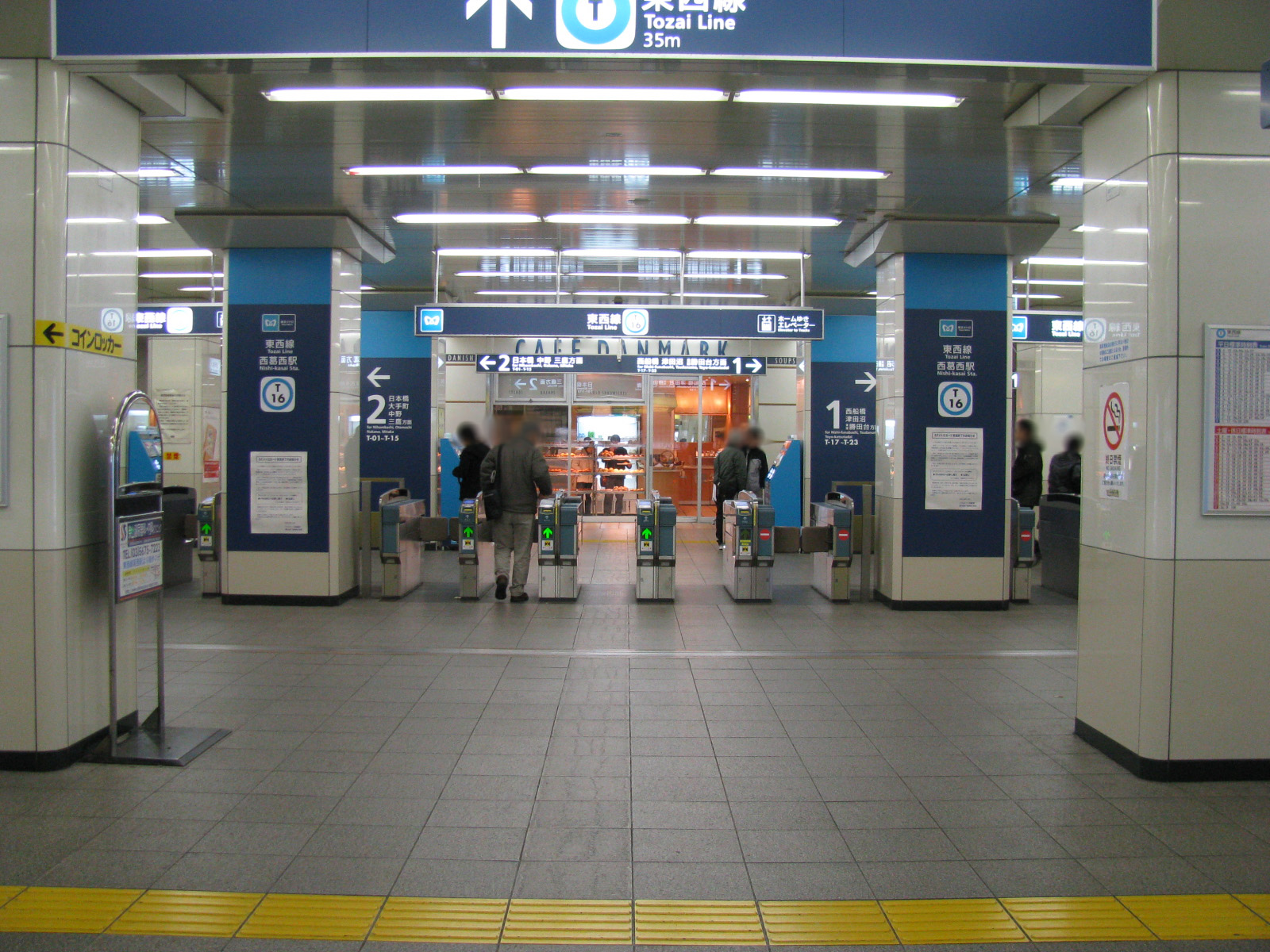
改札口 （2008年2月）
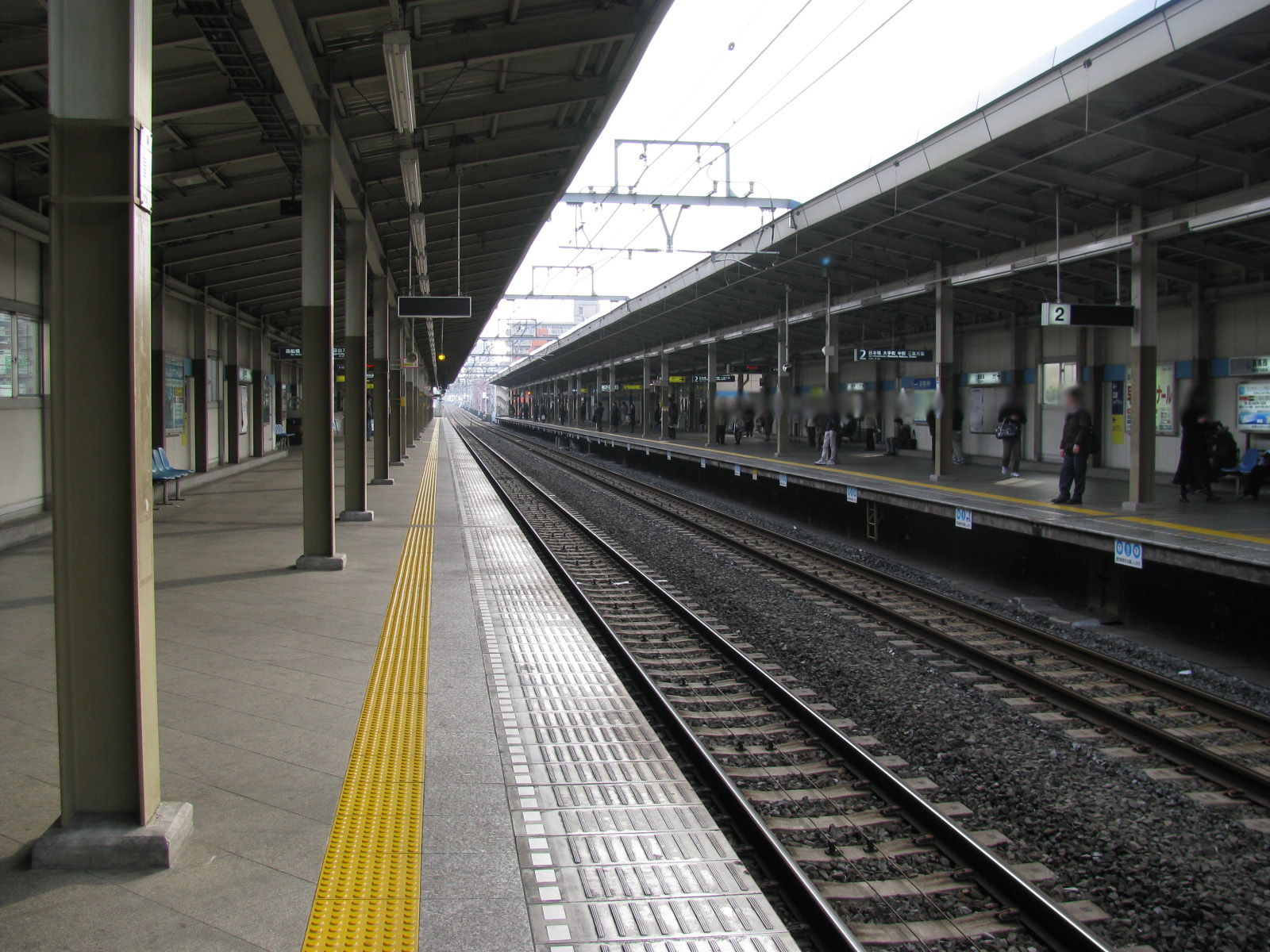
ホーム（2008年2月）
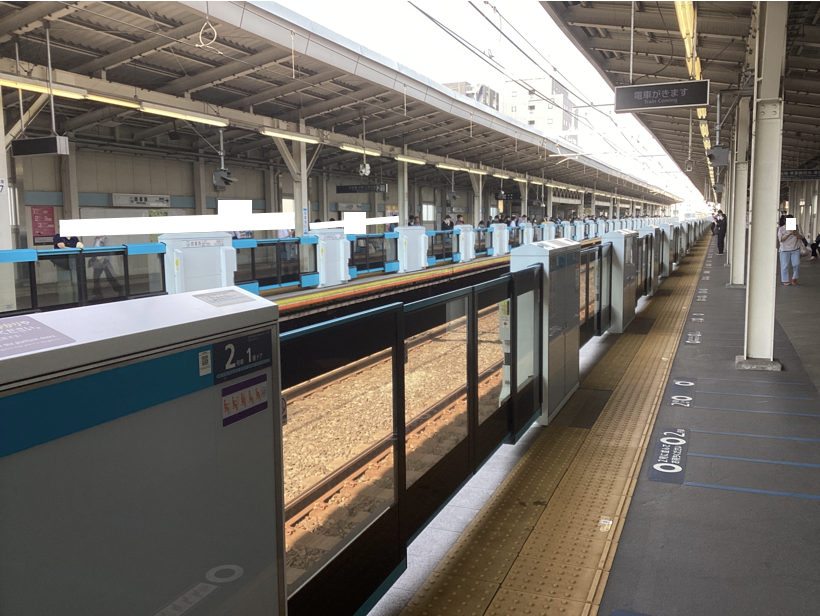
ホームドア設置後の1番線ホーム（2024年5月）

### 発車メロディ
2015年6月6日から向谷実作曲の発車メロディ（発車サイン音）を使用している。
曲は1番線が「A Day in the METRO」、2番線が「Beyond the Metropolis」である（詳細は東京メトロ東西線#発車メロディを参照）。

## 利用状況
2024年度の1日平均乗降人員は96,546人であり、東京メトロ全130駅中37位。東西線の23駅中第12位。快速停車駅である浦安駅よりも多い。
近隣にマンション・アパートが多数立地し、乗車・下車ともに多い。朝夕の通勤時間帯は積み残しが出ることもある。利用者数は近年も増加しているものの、2011年度以降は僅差で葛西駅の方が多くなっている。
近年の1日平均乗降・乗車人員推移は下表の通り。
| 年度               | 1日平均 乗降人員 | 1日平均 乗車人員 | 出典     |
| ------------------ | ---------------- | ---------------- | -------- |
| 1990年（平成02年） |                  | 41,255           | [ * 1 ]  |
| 1991年（平成03年） |                  | 43,667           | [ * 2 ]  |
| 1992年（平成04年） |                  | 46,145           | [ * 3 ]  |
| 1993年（平成05年） | 94,674           | 48,148           | [ * 4 ]  |
| 1994年（平成06年） |                  | 48,285           | [ * 5 ]  |
| 1995年（平成07年） |                  | 48,661           | [ * 6 ]  |
| 1996年（平成08年） |                  | 48,622           | [ * 7 ]  |
| 1997年（平成09年） |                  | 47,751           | [ * 8 ]  |
| 1998年（平成10年） |                  | 48,614           | [ * 9 ]  |
| 1999年（平成11年） |                  | 48,189           | [ * 10 ] |
| 2000年（平成12年） |                  | 48,616           | [ * 11 ] |
| 2001年（平成13年） | 98,317           | 48,474           | [ * 12 ] |
| 2002年（平成14年） | 96,830           | 49,419           | [ * 13 ] |
| 2003年（平成15年） | 97,107           | 49,459           | [ * 14 ] |
| 2004年（平成16年） | 97,751           | 48,858           | [ * 15 ] |
| 2005年（平成17年） | 96,472           | 48,107           | [ * 16 ] |
| 2006年（平成18年） | 97,720           | 48,605           | [ * 17 ] |
| 2007年（平成19年） | 99,629           | 49,801           | [ * 18 ] |
| 2008年（平成20年） | 99,132           | 49,405           | [ * 19 ] |
| 2009年（平成21年） | 97,400           | 48,553           | [ * 20 ] |
| 2010年（平成22年） | 97,447           | 48,414           | [ * 21 ] |
| 2011年（平成23年） | 95,145           | 47,290           | [ * 22 ] |
| 2012年（平成24年） | 95,262           | 47,305           | [ * 23 ] |
| 2013年（平成25年） | 97,751           | 48,532           | [ * 24 ] |
| 2014年（平成26年） | 99,292           | 49,249           | [ * 25 ] |
| 2015年（平成27年） | 102,815          | 50,948           | [ * 26 ] |
| 2016年（平成28年） | 104,112          | 51,542           | [ * 27 ] |
| 2017年（平成29年） | 105,183          | 52,066           | [ * 28 ] |
| 2018年（平成30年） | 106,394          | 52,682           | [ * 29 ] |
| 2019年（令和元年） | 105,321          | 52,107           | [ * 30 ] |
| 2020年（令和02年） | 75,736           |                  |          |
| 2021年（令和03年） | 79,655           |                  |          |
| 2022年（令和04年） | 88,528           |                  |          |
| 2023年（令和05年） | 94,293           |                  |          |
| 2024年（令和06年） | 96,546           |                  |          |

## 駅周辺
駅前は商業地で、周囲にはマンションや大規模な住宅団地が立地する。駅の高架下には商店街「メトロセンター」がある。また、西葛西には学校法人滋慶学園グループが運営する専修学校が多く、学生街にもなっている。
南口
- 江戸川区清新町健康サポートセンター
- 江戸川区清新町コミュニティ会館
- 江戸川南税務署
- 江戸川区立第七葛西小学校
- 東京脳神経センター病院
- 総合レクリエーション公園
  - 江戸川区野球場
  - 葛西防災公園
  - 西葛西テニスコート
- 江戸川区陸上競技場
- 西葛西駅前郵便局
- 葛西クリーンタウン内郵便局
- 三菱UFJ銀行 西葛西支店
- 三井住友銀行 西葛西支店
- ベストウェスタン 東京西葛西・東京西葛西グランデ
- ホテルルミエール 西葛西
- アパホテル TKP東京西葛西
- hotel MONday 東京西葛西
- デニーズ西葛西店
- ロイヤルホスト西葛西店
- サイゼリヤ西葛西駅前2店舗
- ロッテリア西葛西
- マツモトキヨシ 西葛西店
- くすりの福太郎西葛西店
- オーケー 西葛西店
- マルエツ 葛西クリーンタウン店
- 佐川急便 西葛西6丁目サービスステーション
- ゴールドジム西葛西店
- スポーツクラブNAS西葛西店

北口
- 江戸川区スポーツセンター
- 江戸川区立西葛西図書館
- 江戸川区立西葛西中学校
- 江戸川区立西葛西小学校
- 江戸川区立第六葛西小学校
- 森山記念病院
- 行船公園
  - 江戸川区自然動物園
  - 江戸川平成庭園・源心庵
- 都立宇喜田公園
- 江戸川北葛西三郵便局
- みずほ銀行 西葛西支店
- りそな銀行 西葛西支店
- スマイルホテル 東京西葛西（旧ホテルサンパティオ）
- 東横イン 東西線西葛西
- 変なホテル 東京西葛西
- アパホテル 東京西葛西駅前
- イオン 葛西店
- ドン・キホーテ 葛西店
- フジマート 西葛西店
- ワイズマート 西葛西店
- サニーモール西葛西
  - サンドラッグ
  - しまむら
  - ダイソー
- コモディイイダ北葛西店
- コスモス薬品 西葛西駅店
- ケーズデンキ 西葛西店
- ヤマダデンキテックランドNew葛西店
- ジェーソン 北葛西店

道路
- 東京都道450号新荒川葛西堤防線（放射16号）
- 東京都道308号千住小松川葛西沖線（船堀街道）
- 清砂大橋
- 首都高速中央環状線清新町出入口

専門学校
- 東京コミュニケーションアート専門学校
- 東京スクールオブミュージック&ダンス専門学校
- 東京放送芸術&映画・俳優専門学校
- 東京福祉専門学校
- 東京スポーツ・レクリエーション専門学校
- 東京ベルエポック製菓調理専門学校
- 東京ベルエポック美容専門学校
- 東京ウェディングカレッジ
- 東京アニメ・声優専門学校

## バス路線
駅南側のバスロータリーに「西葛西駅前」停留所が設けられている。そのほかには錦22系統・両28系統（1本のみ）の臨海車庫行が停車する「西葛西駅南」停留所が江戸川区野球場付近にある。すべて東京都交通局により運行されている。
| のりば | 系統・行先                                                             | 備考                                 |
| ------ | ---------------------------------------------------------------------- | ------------------------------------ |
| 1      | - 西葛20甲：なぎさニュータウン - 深夜03：コーシャハイム南葛西          | 「深夜03」は平日のみ運行             |
| 2      | - 西葛20乙：葛西臨海公園駅前 - 臨海22・両28：臨海車庫                  |                                      |
| 3      | 新小21：新小岩駅前・船堀駅前                                           |                                      |
| 4      | - 西葛26：葛西臨海公園駅前 - 西葛27：臨海町二丁目団地前・中左近橋      |                                      |
| 5      | 亀29：なぎさニュータウン                                               |                                      |
| －     | 艇11（無料送迎バス）：ボートレース江戸川                               | 不定期運行                           |
| 6      | - 臨海22・西葛26：船堀駅前 - 両28：両国駅前・亀戸駅前 - 亀29：亀戸駅前 | 「両28」の亀戸駅前行は平日・土曜のみ |

## ギャラリー

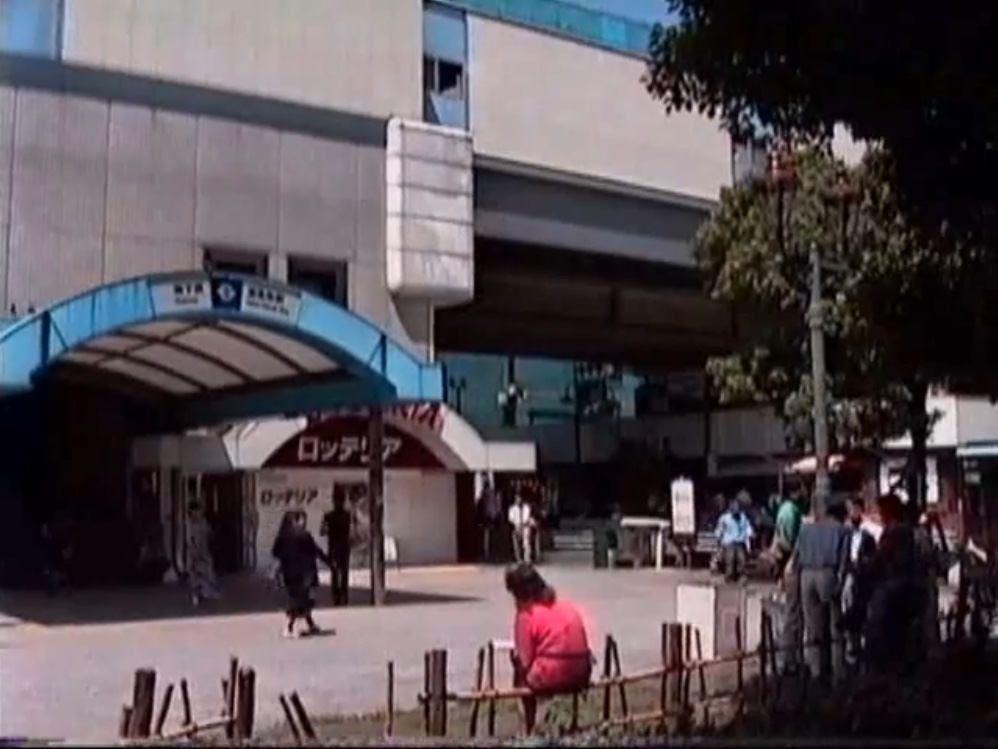
大規模改良工事前の西葛西駅南口（1998年9月）
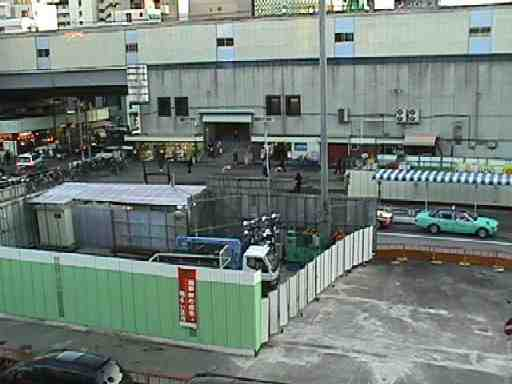
大規模改良工事前の西葛西駅北口（1998年11月）
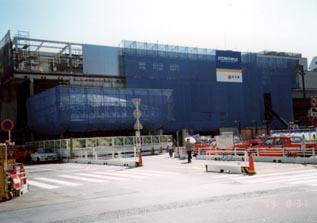
大規模改良工事中の西葛西駅北口（1999年8月）
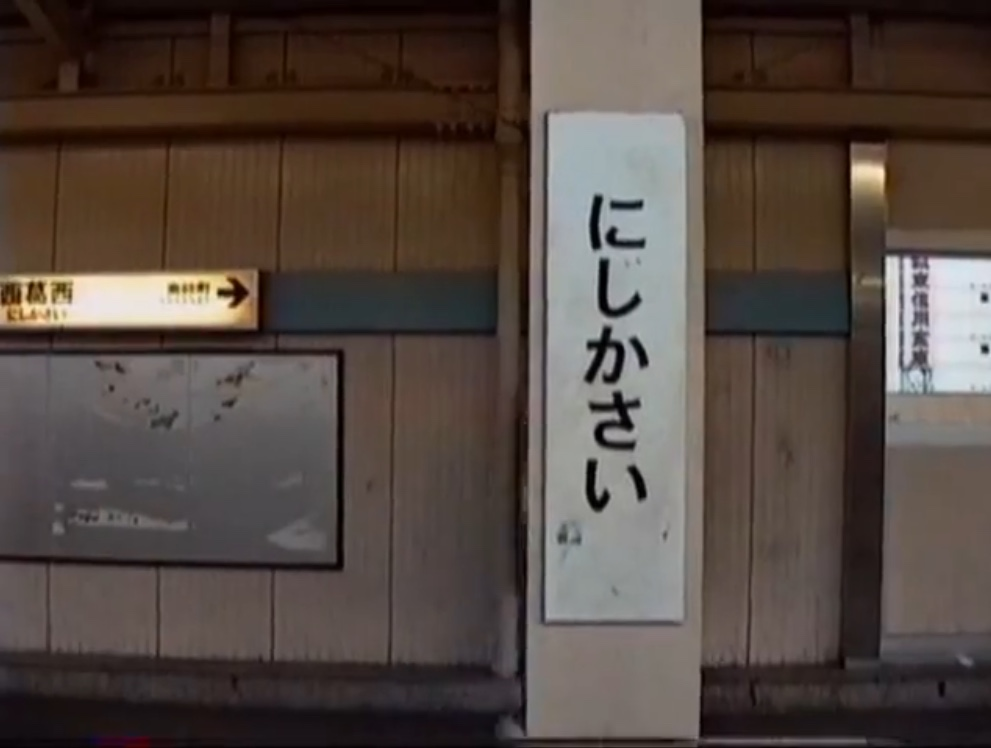
改良工事前、営団時代の駅名標（1998年9月）
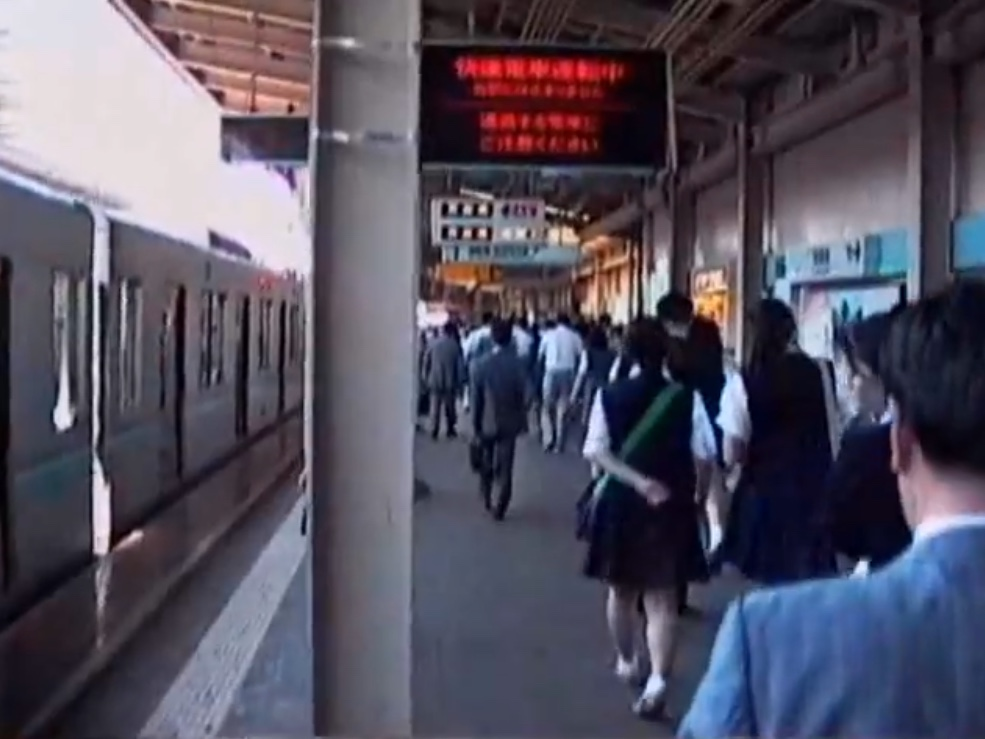
改良工事前の1番線ホーム。幅は現在よりも狭く、字幕式発車標が設置されている（1998年9月）

## その他
2024年5月11日・5月12日に南砂町駅での大規模線路切り替え工事が実施された際、東西線は東陽町駅から当駅までを2日間終日運休し、当駅 - 葛西駅間による区間運転を実施、東陽町駅 - 当駅間はバス代行輸送を実施した。この際、同区間は単線として運転され、列車は1番線ホームに発着した。

## 隣の駅
東京地下鉄（東京メトロ）
 東西線
■快速
通過
■通勤快速（中野方面のみ運転）・■各駅停車
南砂町駅 (T 15) - 西葛西駅 (T 16) - 葛西駅 (T 17)
- 当駅 - 南砂町間の駅間距離2.7 kmは東京メトロとしては最長である。